# Anna Antoinetta Gyllenborg
Anna Antoinetta Gyllenborg, född 1730, död 1789, var en svensk författare.

## Biografi
Anna Antoinetta Gyllenborg var dotter till Fredrik Gyllenborg (1698–1759) och Elisabeth Stierncrona, gifte sig med officeren Carl Ehrensvärd och var mor till Carl Fredrik Ehrensvärd. Under riksdagen 1755–1756 deltog hon offentligt i den politiska debatten till försvar för hattarnas linje. Hon utgav Den kiära frändens skåhl (1756). Hon tillhörde det begränsade antal kvinnor, sex stycken, som öppet deltog i den politiska debatten med sitt eget namn under frihetstiden snarare än under pseudonym: jämsides med Elisabeth Stierncrona och Francoise Marguerite Janicon, som under riksdagen 1755–1756 försvarade hattarnas politik, Hedvig Charlotta Nordenflycht, Charlotta Frölich och Anna Margareta von Bragner.